# Matthew Sweet
Pour les articles homonymes, voir Sweet.
Matthew Sweet, né Sidney Matthew Sweet le 6 octobre 1964 à Lincoln, Nebraska, États-Unis, est un auteur-compositeur-interprète américain de rock.
Matthew Sweet adhère au début de la vingtaine à la scène musicale d'Athens en Géorgie, célèbre pour avoir vu naître les B-52's et R.E.M. En 1983, il collabore avec le chanteur de R.E.M., Michael Stipe, à un projet appelé Community Trolls. Sweet a aussi fait partie d'un groupe nommé Oh-OK, dans lequel on retrouvait aussi la sœur de Stipe. Il a aussi formé un autre groupe à la durée de vie éphémère, Buzz of Delight.
Matthew Sweet décroche un contrat de disque en 1986 avec Columbia Records. Inside, un premier album qui passe inaperçu, est lancé la même année. Le musicien passe chez A&M pour son disque suivant, Earth, qui ne connaît pas davantage de succès commercial. Le label perd rapidement de l'intérêt et abandonne Sweet.
Ce dernier, éprouvé au même moment par un divorce, se remet néanmoins au travail et planche sur de nouveaux enregistrements, préparant un troisième album dont le titre original devait être Nothing Lasts. Le disque paraît en octobre 1991 sous le nom Girlfriend, publié sur le label Zoo Entertainment. La chanson titre se hisse dans le top 10 des palmarès américains, et le clip en animation est diffusé régulièrement par MTV et MuchMusic.
Au moment où un succès commercial semble poindre, le chanteur publie un quatrième disque moins accessible, Altered Beast, en 1993. Les critiques et les fans sont divisés. En 1995, Matthew Sweet connaît un certain succès avec la chanson "Sick of Myself", tirée de l'album 100% Fun, plus pop que le précédent.

## Autres
- Sweet a placé des chansons sur diverses compilations, No Alternative, If I Were a Carpenter et Saturday Morning Cartoon's Greatest Hits.
- En 2003, il lance l'album Kimi Ga Suki pour le marché japonais. Le disque paraîtra en 2004 en Amérique du Nord sous le nom Living Things.
- Matthew Sweet a récemment formé le groupe The Thorns, aux côtés de Pete Droge et Shawn Mullins (en)
- En avril 2006, il a fait équipe avec Susanna Hoffs des Bangles pour un album composé de reprises des années 1960. Le disque s'intitule Under the Covers, Vol. 1.
- La chanson "Girlfriend" est reprise dans le jeu vidéo Guitar Hero 2

## Discographie
- Inside, 1986.
- Earth, 1989.
- Girlfriend, 1991.
- Altered Beast, 1993.
- Son of Altered Beast, 1994.
- 100% Fun, 1995.
- Blue Sky on Mars, 1997.
- In Reverse, 1999.
- Time Capsule: Best of 90/00, 2000.
- To Understand: The Early Recordings of Matthew Sweet, 2002.
- Kimi Ga Suki, 2003.
- Living Things, 2004.
- Under the Covers, Vol. 1 (avec Susanna Hoffs), 2006.
- Sunshine Lies, 2008
- Under the Covers, Vol. 2 (avec Susanna Hoffs), 2009.
- Modern Art (2011)
- Under the Covers, Vol. 3 (with Susanna Hoffs) (2013)
- Tomorrow Forever (2017)
- Tomorrow's Daughter (2018)
- Wicked System of Things (2018)
- Catspaw (2021)